# Blind priempje
Het blind priempje (Anillus caecus) is een keversoort uit de familie van de loopkevers (Carabidae). De wetenschappelijke naam van de soort werd in 1851 gepubliceerd door Pierre Nicolas Camille Jacquelin du Val.